# Secretário Executivo da Comunidade dos Países de Língua Portuguesa
Secretário Executivo da Comunidade dos Países de Língua Portuguesa é o cargo que rege administrativamente a Comunidade dos Países de Língua Portuguesa (CPLP) e tem as funções de estudar, escolher e implementar planos políticos para a organização. Está sediado em Lisboa. O mandato de Secretário Executivo dura dois anos, passível de uma reeleição. No biênio 2017-2018, o cargo foi exercido pela política são-tomense Maria do Carmo Silveira, eleita na XI Conferência de Chefes de Estado e de Governo. Durante a XII cimeira da Comunidade dos Países de Língua Portuguesa, realizada entre 17 e 18 de julho de 2018, em Cabo Verde, o embaixador português Francisco Ribeiro Telles foi eleito para o biênio 2019-2020, cuja posse foi marcada para janeiro de 2019, tendo permanecido em funções até julho de 2021, devido ao adiamento da XIII Cimeira da CPLP, em Luanda. Em agosto de 2021, tomou posse o timorense Zacarias da Costa, para o período de 1 de agosto de 2021 a 31 de julho de 2023.

## Cargo
De acordo com a literatura do artigo 18.º do estatuto da entidade, o Secretário Executivo é uma alta personalidade de um dos Estados-membros da CPLP, eleito pela Conferência de Chefes de Estado e/ou de Governo, para um mandato de dois anos, mediante candidatura apresentada rotativamente pelos Estados membros por ordem alfabética crescente.

## Competências
De acordo com o Estatuto da CPLP, o Secretário Executivo tem as seguintes principais competências:
- Empreender, sob orientação da Conferência ou do Conselho de Ministros ou por sua própria iniciativa, medidas destinadas a promover os objetivos da CPLP e a reforçar o seu funcionamento;
- Apresentar propostas ao Conselho de Ministros e às Reuniões Ministeriais, após consulta ao Comité de Concertação Permanente;
- Nomear o pessoal a integrar o Secretariado Executivo após consulta ao Comité de Concertação Permanente e, no caso de funcionário do quadro de pessoal, do respectivo concurso público internacional;
- Realizar consultas e articular-se com os Governos dos Estados membros e outras instituições da CPLP;
- Propor a convocação de reuniões extraordinárias sempre que a situação o justifique;
- Responder pelas finanças, pela administração geral e pelo património da CPLP;
- Representar a CPLP nos fóruns internacionais;
- Celebrar acordos com outras organizações e agências internacionais, após aprovação pelo Comité de Concertação Permanente;
- Exercer quaisquer outras funções que lhe forem incumbidas pela Conferência, pelo Conselho de Ministros e pelo Comité de Concertação Permanente.

## Lista de titulares
| #  | Nome                                               | Imagem | Nacionalidade       | Início                | Término               | Experiência |
| -- | -------------------------------------------------- | ------ | ------------------- | --------------------- | --------------------- | --- |
| 1  | Marcolino José Carlos Moco                         |        | Angola              | 1 de julho de 1996    | 20 de julho de 2000   | Primeiro-Ministro de Angola (1992 – 1996) |
| 2  | Dulce Maria Pereira                                |        | Brasil              | 20 de julho de 2000   | 16 de agosto de 2002  | Presidente da Fundação Cultural Palmares (1996-2000) |
| 3  | João Augusto de Médicis                            |        | Brasil              | 16 de agosto de 2002  | 15 de abril de 2004   | Embaixador na Quénia (1984-1989) Embaixador na Polónia (1991-1993) Embaixador na China (1994-1996) Embaixador no Chile (1999-2002)                        |
| 4  | Zeferino Alexandre Martins                         |        | Moçambique          | 15 de abril de 2004   | 23 de julho de 2004   | Vice-Ministro da Educação (2000) |
| 5  | Luís de Matos Monteiro da Fonseca                  |        | Cabo Verde          | 23 de julho de 2004   | 23 de julho de 2008   | Embaixador na Comunidade Europeia (1987-1991) Embaixador na Rússia (1991-1994) Embaixador na Áustria (1999-2001) Embaixador nas Nações Unidas (2001-2004) |
| 6  | Domingos Simões Pereira                            |        | Guiné-Bissau        | 23 de julho de 2008   | 22 de julho de 2012   | Primeiro-Ministro da Guiné-Bissau (2014-2015) Ministro de Obras (2004-2005)                                                                               |
| 7  | Murade Isaac Murargy                               |        | Moçambique          | 22 de julho de 2012   | 25 de janeiro de 2017 | Secretário-Geral da Presidência da República de Moçambique (1995–2005) Embaixador na França e na Alemanha (1985-1995)                                     |
| 8  | Maria do Carmo Trovoada Pires de Carvalho Silveira |        | São Tomé e Príncipe | 25 de janeiro de 2017 | 2 de janeiro de 2019  | Primeira-Ministra de São Tomé e Príncipe (2005-2006) Governadora do Banco Central de São Tomé e Príncipe (1999-2005, 2011-2016)                           |
| 9  | Francisco Maria de Sousa Ribeiro Telles            |        | Portugal            | 2 de janeiro de 2019  | 31 de julho de 2021   | Embaixador em Cabo Verde (2002-2006) Embaixador em Angola (2007-2012) Embaixador no Brasil (2012-2016) Embaixador na Itália (2016-2018)                   |
| 10 | Zacarias Albano da Costa                           |        | Timor-Leste         | 1 de agosto de 2021   | presente              | Ministro dos Negócios Estrangeiros de Timor-Leste (2007-2012)                                                                                             |